# Eratoneura texana
Eratoneura texana är en insektsart som först beskrevs av Beamer 1929.  Eratoneura texana ingår i släktet Eratoneura och familjen dvärgstritar. Inga underarter finns listade i Catalogue of Life.